# Яжбахтіно
Яжба́хтіно (рос. Яжбахтино, удм. Яжбахтино) — село у складі Кіясовського району Удмуртії, Росія.
Населення — 131 особа (2010; 153 у 2002).
Національний склад:
- росіяни — 93 %